# 藤原範永
藤原 範永（ふじわら の のりなが）は、平安時代中期から後期にかけての貴族・歌人。和歌六人党の一人。藤原北家長良流、内匠頭・藤原中清（仲清）の子。官位は正四位下・摂津守。

## 経歴
後一条朝初頭の長和5年（1016年）六位蔵人に補せられる。修理権亮・式部大丞を経て、寛仁3年（1019年）従五位下に叙爵し、翌寛仁4年（1020年）甲斐権守に任せられる。治安3年（1023年）春宮・敦良親王の春宮少進となるが、のち伯耆守を兼ね、長元3年（1030年）治国の労により従五位上に叙せられた。翌長元4年（1031年）正五位下。
長元9年（1036年）4月に敦良親王が即位（後朱雀天皇）すると、同年7月に範永は従四位下に昇叙される。翌長元10年（1037年）尾張守として地方官に転じ、長久4年（1043年）安福殿造営の労により従四位上に叙せられた。
後冷泉朝初頭の寛徳2年（1045年）大膳大夫として京官に復す。天喜元年（1053年）但馬守に任ぜられると、康平5年（1062年）阿波守、康平8年（1065年）摂津守と後冷泉朝の中盤以降は専ら受領を務め、この間の天喜4年（1056年）正四位下に至る。また、康平4年（1061年）には太政大臣・藤原頼通の七十賀に参会している。
延久2年（1070年）頃に出家。津入道と号した。

## 歌人として
受領層の歌人集団・和歌六人党では指導的立場にあり、相模・能因・橘俊綱を始め多くの歌人との交流が知られる。長久2年（1041年）『弘徽殿女御歌合』、永承5年（1050年）6月の『加賀院歌合』、天喜4年（1056年）『皇后宮寛子春秋歌合』等に参加。康平6年（1063年）『公基朝臣歌合』では判者を務めた。『後拾遺和歌集』（14首）以下の勅撰和歌集に計30首が入集。家集『範永朝臣集』がある。

## 官歴
注記のないものは『範永朝臣集』による。
- 長和5年（1016年） 11月25日：六位蔵人
- 寛仁元年（1017年） 8月20日：修理権亮
- 寛仁3年（1019年） 正月23日：式部大丞。4月7日：従五位下
- 寛仁4年（1020年） 3月28日：甲斐権守
- 治安3年（1023年） 2月12日：春宮少進（春宮・敦良親王）
- 万寿2年（1025年） 2月20日：見兼伯耆守[2]
- 長元3年（1030年） 正月28日：従五位上（治国）
- 長元4年（1031年） 11月25日：正五位下（春宮御給）
- 長元9年（1036年） 7月17日：従四位下。11月8日：近江権大掾[3]
- 長元10年（1037年） 正月23日：尾張守
- 長久4年（1043年） 正月24日：従四位上（造安福殿賞）
- 寛徳2年（1045年） 4月28日：大膳大夫
- 天喜元年（1053年） 8月19日：但馬守
- 天喜4年（1056年） 2月22日：正四位下（自四条宮幸一条院左大臣家司賞）
- 康平5年（1062年） 正月30日：阿波守
- 康平8年（1065年） 6月13日：摂津守[4]
- 延久2年（1070年）頃：出家[5]

## 系譜
- 父：藤原中清
- 母：藤原永頼女
- 正室：藤原能通の娘
  - 男子：藤原良綱 - 子孫は高倉家、堀河家、樋口家。
  - 男子：藤原清家
- 妻：小式部内侍
  - 女子：藤原頼宗家女房（尾張）
- 生母不詳の子女
  - 男子：藤原永綱
  - 男子：季仲
  - 男子：永賀
  - 女子：右衛門佐藤原知綱母
  - 女子：藤原公基室
  - 女子：藤原忠綱室
  - 女子：

後代、一子・良綱の子孫が高倉家、堀河家、樋口家として堂上家に列した。